# Köhlbach
Der Köhlbach ist ein Fließgewässer in der Gemeinde Winkelsett im niedersächsischen Landkreis Oldenburg.
Der rechte Nebenfluss der Katenbäke hat seine Quelle nördlich des Waldgebietes Dehmse an der Grenze des Landkreises Oldenburg zur Stadt Twistringen (Landkreis Diepholz). Von dort fließt er weitgehend in nordwestlicher Richtung durch die Gemeinde Winkelsett. Er mündet nördlich von Harjehausen in die Katenbäke.